# Syzetoninus impressicollis
Syzetoninus impressicollis là một loài bọ cánh cứng trong họ Aderidae. Loài này được Lea miêu tả khoa học năm 1895.